# Felsőajak-emelő izom

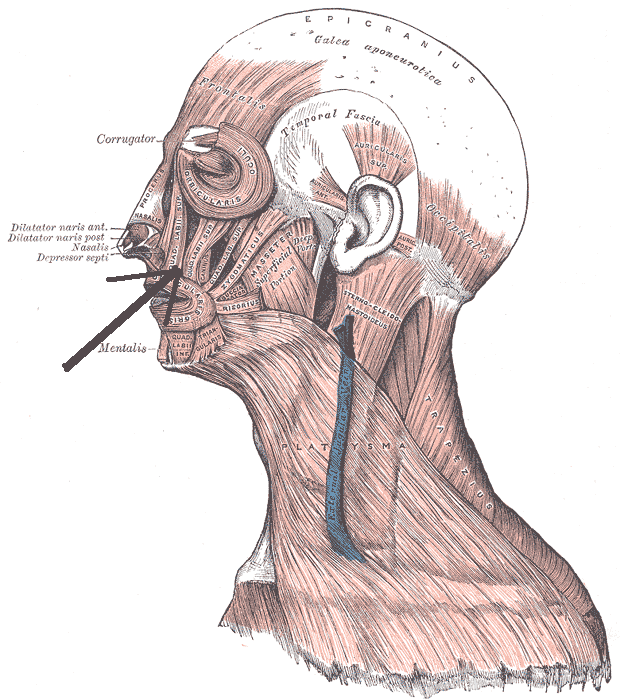
Az arc izmai (a nyíl mutatja a felsőajak-emelő izmot)

A felsőajak-emelő izom (másképp négyszögű izom, latinul musculus levator labii superioris vagy musculus quadratus labii superioris) egy pár cm hosszúságú izom az ember arcán.

## Eredés, tapadás, elhelyezkedés
A margo infraorbitalis belső feléről és a szem körüli izom (musculus orbicularis oculi) alól ered. Keresztül fut a járomcsonton (os zygomaticum) az orrcsont (os nasale) és annak a porcos része mellett. Végül a felső ajakhoz és a bőrhöz tapad.

## Funkció
Emeli a felső ajkat.

## Beidegzés, vérellátás
A rami buccales nervi facialis idegzi be és a arteria facialis látja el vérrel.

## Külső hivatkozások
- Kép, leírás
- Leírás